# Регіон (Європа)
Європейський Союз створив Комітет регіонів, що представляють Регіони Європи як шар ЄС державного управління безпосередньо на національно-державному рівні. Комітет має свою штаб-квартиру в Брюсселі.
Причини наведені для цього включають в себе:
- історичні та культурні питання про автономію, в багатьох регіонах по всьому ЄС
- зміцнення політичної та економічної ситуації в цих регіонах

Деякі національні держави, які історично мали централізоване адміністрування передали політичну владу в регіони. Прикладом цьому може служити передача влади у Великій Британії (Акт про Шотландію 1998, Уряд Уельсу Закон 1998), і нині переговори у Франції про більшу автономію для Корсики. Деякі інші держави традиційно були сильними регіонами, такі як ФРН, треті були структуровані на основі національної і муніципальної влади з невеликим між ними.

## Компетенція
Регіональні та місцеві влади обирають делегатів Комітету регіонів. Комітет є консультативним органом, і попросив його думку Ради або Комісії з нової політики та законодавства в наступних областях:
- Освіта
- Навчання
- Культура
- Громадська охорона здоров'я
- Антинаркотичної підтримки
- Транс'європейських мереж
- Соціально — економічного гуртування
- Структурні фонди

Про деякі питання вона працює в партнерстві з Європейським соціально-економічним комітетом

## Політичний вплив
Політика регіоналізму також вплинула на загальноєвропейському рівні. Регіони Європи активно виступали за підвищення голосу в справах ЄС, особливо німецьких земель. Це призвело до створення Маастрихтського договору з Комітетом регіонів, і надання державам-членам права бути представленими в Раді міністрів з їхніх регіональних урядів.
Рада Європи також має Конгрес місцевих та регіональних влад Європи, подібно ЄС Комітету регіонів.
Зміцнення економічної конкуренції між громадами також підтримує створення справжніх регіонів в рамках ЄС, і майже всі країни-члени ЄС останнім часом або тепер повторно організовують їх управління з метою створення конкурентоспроможних регіонів ЄС.
Часто ці регіони краще відображають культуру і самобутність і почуття спільних інтересів.
З великих організацій, що представляють регіони Європи, Асамблея європейських регіонів (AER) є найбільшим. Заснована в 1985 році, організація зараз об'єднує понад 270 регіонів з 33 країн, а також 16 міжрегіональних асоціацій, через простору Європу.
Крім того ключову роль також відіграє як політичний голос регіонів на європейській арені, AER є форумом для міжрегіонального співробітництва в різних областях регіональної компетенції, в тому числі економічного розвитку, соціальної політики, охорони здоров'я, культури, освіти і молоді. Організація також є ключовим захисником принципу субсидіарності у Європі.
Поза інститутами ЄС, Рада європейських муніципалітетів і регіонів (CEMR — CCRE) є найбільшою організацією місцевих і регіональних органів влади в Європі, її членами є національні асоціації міст, муніципалітетів і регіонів з більш ніж 35 країн світу. Разом ці об'єднання представляють близько 100 000 місцевих і регіональних влад.
CEMR діє в інтересах об'єднаної Європи, яка заснована на місцевому і регіональному самоврядуванні і демократії. Для досягнення цієї мети він прагне формувати майбутнє Європи з розширення місцевого та регіонального вкладу, впливати на європейське право та політику, обмінюватися досвідом на місцевому та регіональному рівні, а також співпрацювати з партнерами в інших частинах світу.